# Leptostylus cretatellus
Leptostylus cretatellus là một loài bọ cánh cứng trong họ Cerambycidae.